# Dipartimento dell'educazione, della cultura e dello sport (Cantone Ticino)
Dipartimento dell'educazione, della cultura e dello sport della Repubblica e Cantone Ticino è il dipartimento della Repubblica e Cantone Ticino che si occupa di promuovere la cultura e la formazione (obbligatoria, postobbligatoria e continua).
Il dipartimento è strutturato in una serie di settori: divisione della scuola, divisione della formazione professionale, divisione della cultura e degli studi universitari e sezione amministrativa.

## Settori di competenza

### Divisione della scuola
La divisione della scuola si occupa di dell'educazione prescolastica, primaria, secondaria e superiore (scuole comunali, insegnamento medio e insegnamento superiore). Ha una sezione dedicata alla pedagogia e una dedicata all'orientamento scolastico e professionale. Ha inoltre un centro di risorse didattiche e digitali.

### Divisione della formazione professionale
La divisione della formazione professionale si occupa di formazione in collaborazione con le aziende e il mondo del lavoro nei settori industriale, agrario, artigianale, artistico, commerciale e dei servizi, sanitario e sociale.

### Divisione della cultura e degli studi universitari
La divisione della cultura e degli studi universitari (DCSU) si occupa di cultura e di formazione superiore nel Cantone Ticino. 
Nel settore della formazione superiore rappresenta la politica cantonale a livello nazionale ed è il collegamento tra Cantone e la Scuola universitaria professionale della Svizzera italiana, l'Università della Svizzera italiana (USI) e gli istituti di ricerca e di formazione universitaria siti sul territorio.
La divisione promuove la cultura e gestisce le attività degli istituti cantonali: l'Archivio di Stato del Cantone Ticino, le biblioteche cantonali (Biblioteca cantonale di Bellinzona, Biblioteca Cantonale di Locarno, Biblioteca Cantonale di Lugano e Biblioteca Cantonale di Mendrisio), il Centro di dialettologia e di etnografia, l'Osservatorio culturale del Cantone Ticino, l'Osservatorio linguistico della Svizzera Italiana, il Sistema per la valorizzazione del patrimonio culturale e la Pinacoteca cantonale Giovanni Züst.

#### Osservatorio culturale del Cantone Ticino
L'osservatorio culturale del Cantone Ticino è un settore della divisione della cultura e degli studi universitari che si occupa del portale digitale del patrimonio culturale del Cantone Ticino (progetto Sàmara e Biblioteca digitale del Cantone Ticino), del calendario di eventi, conferenze e mostre ticinesi (all'interno dell'agenda culturale), della banca dati delle istituzioni e degli operatori culturali del Cantone. 
L'Osservatorio viene creato nel 2007 sul modello degli osservatori culturali diffusi in altri paesi del mondo e nella stessa Svizzera. Fino al 2010 le sue attività si concentrano nella creazione del portale informativo. Nello stesso anno viene organizzato dall'osservatorio il convegno "Misura la cultura" che diventa l'occasione per la costituzione nel 2013 di un comitato scientifico e l'avvio di una collaborazione nel 2014 con l'Ufficio di statistica della confederazione svizzera. 

### Sezione amministrativa
La sezione amministrativa del Dipartimento dell'educazione, della cultura e dello sport si occupa di sport e di sostegni alla formazione (borse di studio, trasporti scolastici, refezione scolastica, fondi Swisslos e Sport-toto). Inoltre la sezione si occupa del personale docente cantonale, del servizio giuridico e del Parco botanico delle isole di Brissago.